# Патрокл Македонянин (наварх Птолемея II)
Патрокл Македонянин — придворный и наварх царя эллинистического Египта Птолемея II. Патрокл является вторым навархом, отмеченным под этим именем в истории эллинистического мира, после Патрокла Македонянина, наварха Селевка I и исследователя Каспийского моря.

## Биография
Наряду с Калликратом Самосским, Патрокл был одним из двух высших придворных офицеров эллинистического Египта, служивших в период пика мощи морской империи (талассократии) Птолемея II (середина 70-х — начала 50-х годов III века до н. э.).
Учитывая тот факт, что Патрокл и Калликрат при жизни сестры Птолемея Арсинои II были первыми жрецами культа Александра Великого и братьев-богов, историки предполагают значительную связь этих двух царедворцев с царицей и царской семьёй.
Патрокл был главнокомандующим экспедиционного корпуса, отправленным в Грецию в начале Хремонидовой войны.
Павсаний, в своём описании Греции («Описание Эллады»), описывает укрепления и связывает имя островка в заливе Сароникос близ Афин с навархом Патроклом, который прибыл с египетскими триерами, посланный Птолемеем на помощь афинянам, против Антигона.
Островок и сегодня носит имя Патрокла.
Патрокл потерпел поражение от флота Антигона в морском сражении у острова Кос в 256 году до н. э..